# Smithville, Ohio
Smithville är en ort (village) i Wayne County i Ohio. Vid 2020 års folkräkning hade Smithville 1 338 invånare.

## Kända personer från Smithville
- Kirtland I. Perky, politiker